# Weston Underwood (Derbyshire)
Weston Underwood è un villaggio e parrocchia civile dell'Inghilterra, appartenente alla contea del Derbyshire.